# Socotra (eiland)
Socotra (Arabisch: سقطرى, Socotri: ساقطْري: Sāqaṭri) is een Jemenitisch eiland in de noordwestelijke Indische Oceaan. Het is het grootste eiland van de Socotra-archipel. De hoofdplaats is Hadiboh. De inwoners worden Socotri genoemd. Zij spreken zowel Arabisch als hun eigen taal, die eveneens Socotri wordt genoemd.
De eilandengroep vormt een apart gouvernement Socotra. De archipel hoort de jure bij Jemen, maar staat sinds 2015 de facto onder toenemende invloed van de Verenigde Arabische Emiraten. Sinds 2020 is de door de Emiraten gesteunde separatistische Zuidelijke Overgangsraad er formeel aan de macht, terwijl de Emiraten de lucht- en de zeehaven van het eiland beheren en er troepen hebben gestationeerd. Ook Saoedi-Arabië heeft een steunpunt op het eiland. 
Het eiland is bekend vanwege de hoge biodiversiteit en grote endemische soortenrijkdom, die beiden sterk worden bedreigd.

## Geografie
Socotra ligt aan de oostelijke monding van de Golf van Aden, tussen het Guardafuikanaal en de Arabische Zee, op 351 kilometer ten zuiden van het Arabisch Schiereiland (Ras Fartaq) en 232 kilometer ten oosten van de Hoorn van Afrika (Kaap Guardafui). Het eiland meet 132 bij 49,7 kilometer en heeft een oppervlakte van 3625 km², ongeveer 95% van het landoppervlak van de archipel. Het hoogste punt is de ruim 1500 meter hoge Mashanig of Jabal Skand in het Hajhirgebergte. Het eiland wordt omringd door koraalriffen. 
Het eiland vormt onderdeel van de gelijknamige archipel, die verder bestaat uit het eiland Abd al-Kuri, het bewoonde Samha en onbewoonde Darsa (gezamenlijk al-Ikhwān; "de broers" genoemd) en de voor zeevogels belangrijke rotspartijen Kalfarun en Sabunya.
Socotra bestaat uit drie geografische gebieden: 
- De smalle kustvlakten met hun karakteristieke duinen, die gevormd worden door de moessonwinden die het eiland tijdens de drie zomermaanden bereiken. De wind zuigt het kustzand op in een spiraal en vormt daarmee de sneeuwwitte zandduinen van Socotra.
- De kalksteenplateau's van Maalah, Momi, Homhil en Diksam met hun karakteristieke karstverschijnselen: kalksteenrotsen doorsneden door vlakten. Eeuwenlang bestond de belangrijkste economische activiteit van de Socotri uit zelfvoorzienende veeteelt in transhumance. Veehouders lieten hun geiten en schapen op deze plateaus grazen. Het resultaat is een uniek en nog steeds veranderend cultuurlandschap van pastoralisme met karakteristieke regenwateropvangsystemen.[4]
- Een centraal massief: het Hajhirgebergte, dat uit graniet en metamorfe gesteenten bestaat en oploopt tot ruim 1500 meter.

### Geologie
Socotra is een van de meest geïsoleerde gebieden op aarde die van continentale oorsprong zijn (en dus niet van vulkanische oorsprong zoals Hawaï of Tristan da Cunha). Hoewel het als onderdeel van Jemen onderdeel uitmaakt van Zuidwest-Azië, is het eiland geologisch gezien onderdeel van Afrika. Socotra werd tijdens het Oligoceen-Mioceen afgescheiden van het paleocontinent Gondwana, toen ook de Golf van Aden ontstond. Het vormt sindsdien een continentaal fragment op de Afrikaanse Plaat. Dit deel van de Afrikaanse Plaat wordt tegenwoordig langzamerhand onderdeel van de Somalische Plaat.

### Klimaat
Het eiland heeft een tropisch woestijnklimaat en steppeklimaat (Klimaatclassificatie van Köppen: BWh en BSh), met matige neerslag die groter is in de bergen.
Het eiland is onderhevig aan moessonregens: van juni tot september is het eiland nagenoeg onbereikbaar met de boot door de stormachtige zee ten gevolge van de sterke moessonwinden.
In 1996 werd de haven van Socotra geopend en in 1999 luchthaven Socotra om gedurende het gehele jaar toegang tot het eiland te verlenen.

## Flora en fauna
Vanwege lange geografische isolatie van het eiland is ruim een derde van de flora (planten) en fauna (dieren) endemisch op het eiland, wat betekent dat ze nergens anders leven. In 2012 werden 1.142 endemische soorten geteld (800 ongewervelden, 308 planten, 27 reptielen en 7 vogelsoorten). Botanici zijn van mening dat de flora van Socotra tot de tien meest bedreigde eilandflora ter wereld behoort.
Het wordt vanwege de bijzondere landschappen en plantensoorten wel de meest 'buitenaardse' plek op aarde genoemd. Een erg opvallende plant op, en tevens het symbool van Socotra, is de drakenboom (Dracaena cinnabari), een grote parasolachtige boom. De naam verwijst naar het rode sap, waarvan vroeger gedacht werd dat het drakenbloed was. Een andere endemische soort is een plant uit hetzelfde geslacht als de granaatappel, Punica protopunica. Uniek en endemisch is ook de Dendrosicyos socotranus (komkommerboom), de enige boom die tot de Cucurbitaceae (komkommerplantachtigen) behoort.
Reptielen die alleen op Socotra leven zijn de wormhagedis Pachycalamus brevis, verschillende draadwormslangen uit het geslacht Myriopholis en de gekko Hemidactylus dracaenacolus. Zoals bij zoveel geïsoleerde eilanden zijn de enige zoogdieren die er van nature voorkomen vleermuizen. Het mariene leven is echter erg divers: er komt een groot aantal unieke soorten voor die hun oorsprong vinden in de Indische Oceaan, de Rode Zee, Oost-Afrika en de Zuidoost-Aziatische zeeën.
In 2008 werd Socotra erkend als UNESCO-werelderfgoed.

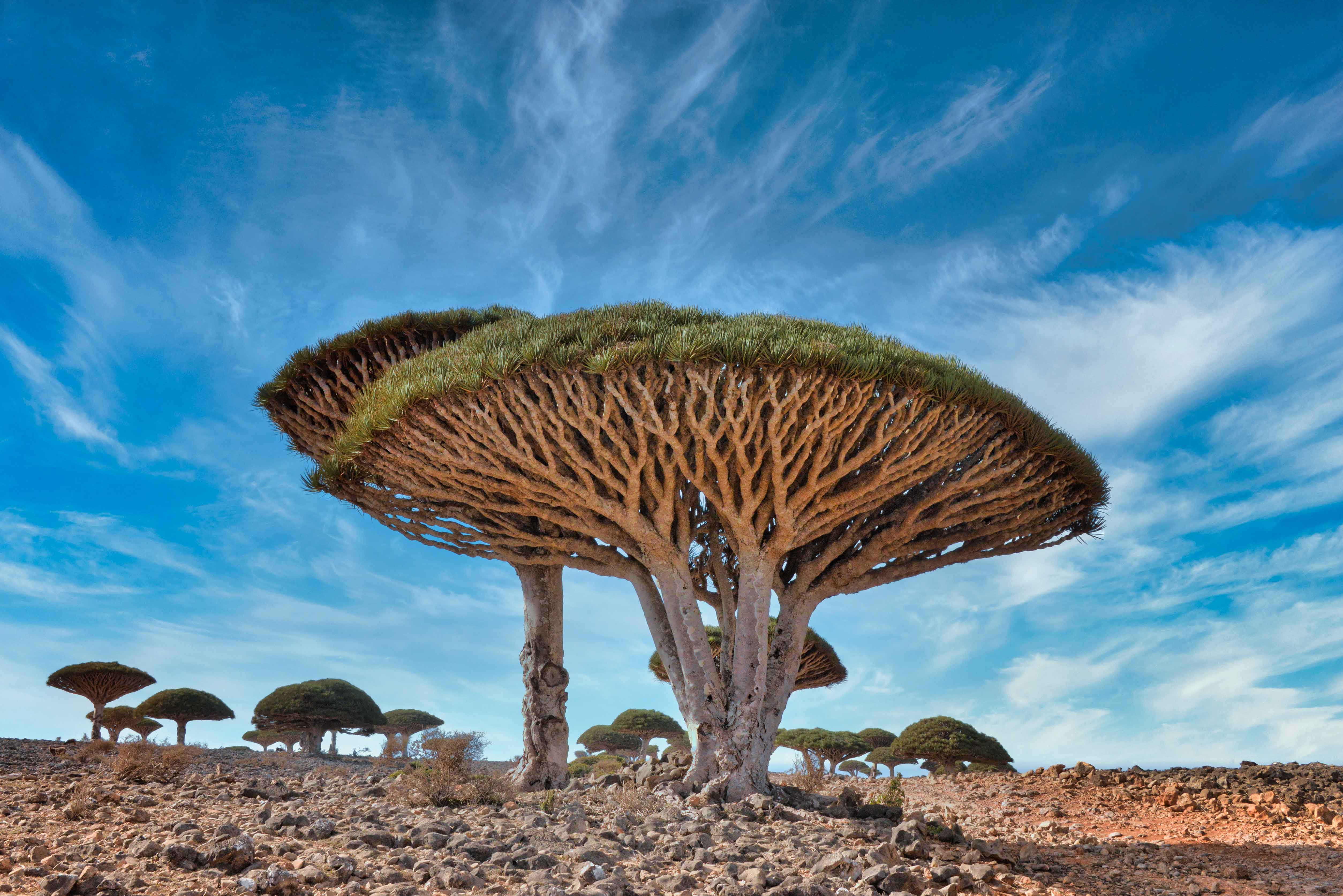
De iconische drakenbloedboom is het symbool van Socotra
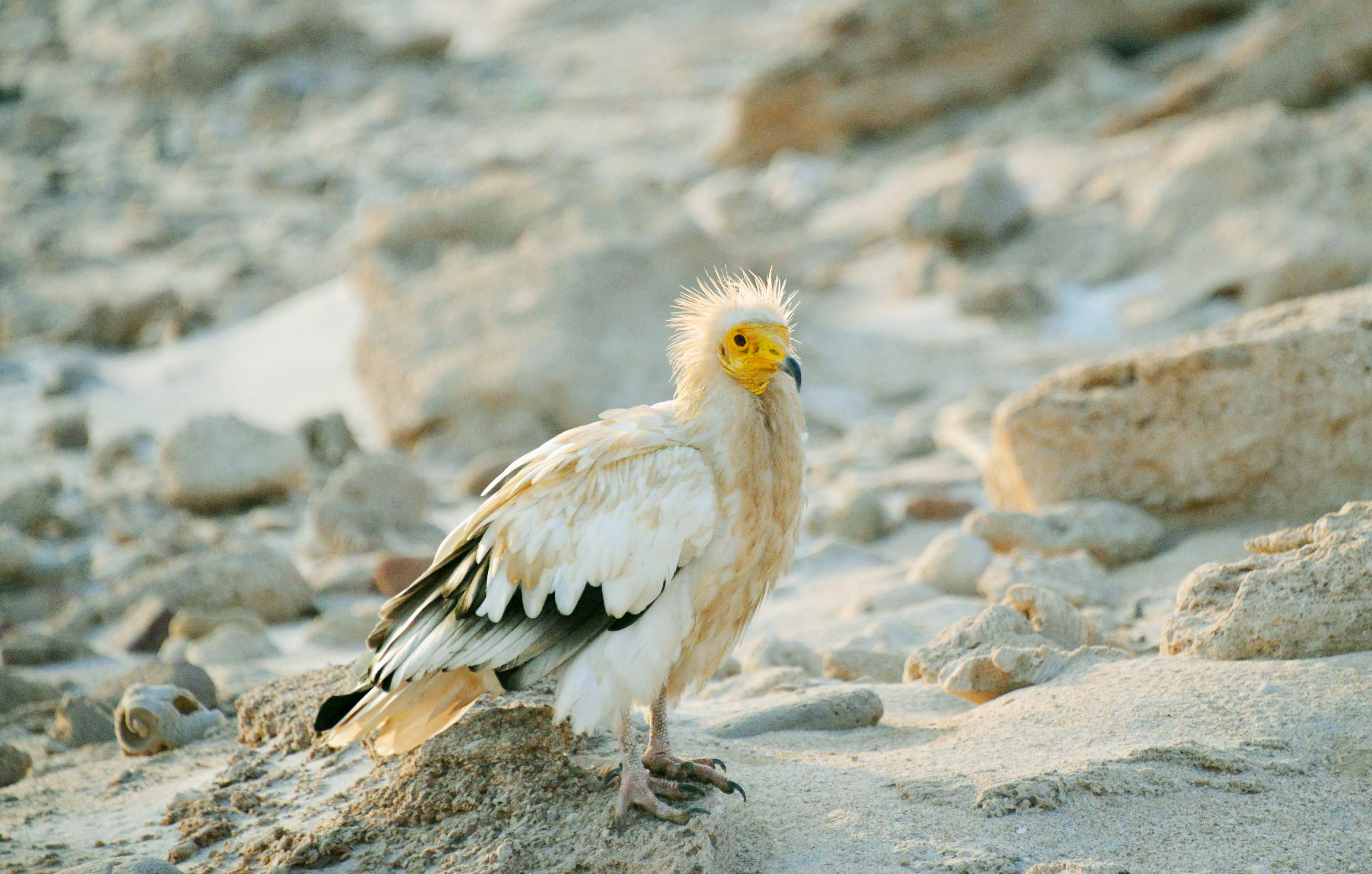
De aasgier is een veel geziene bewoner van Socotra
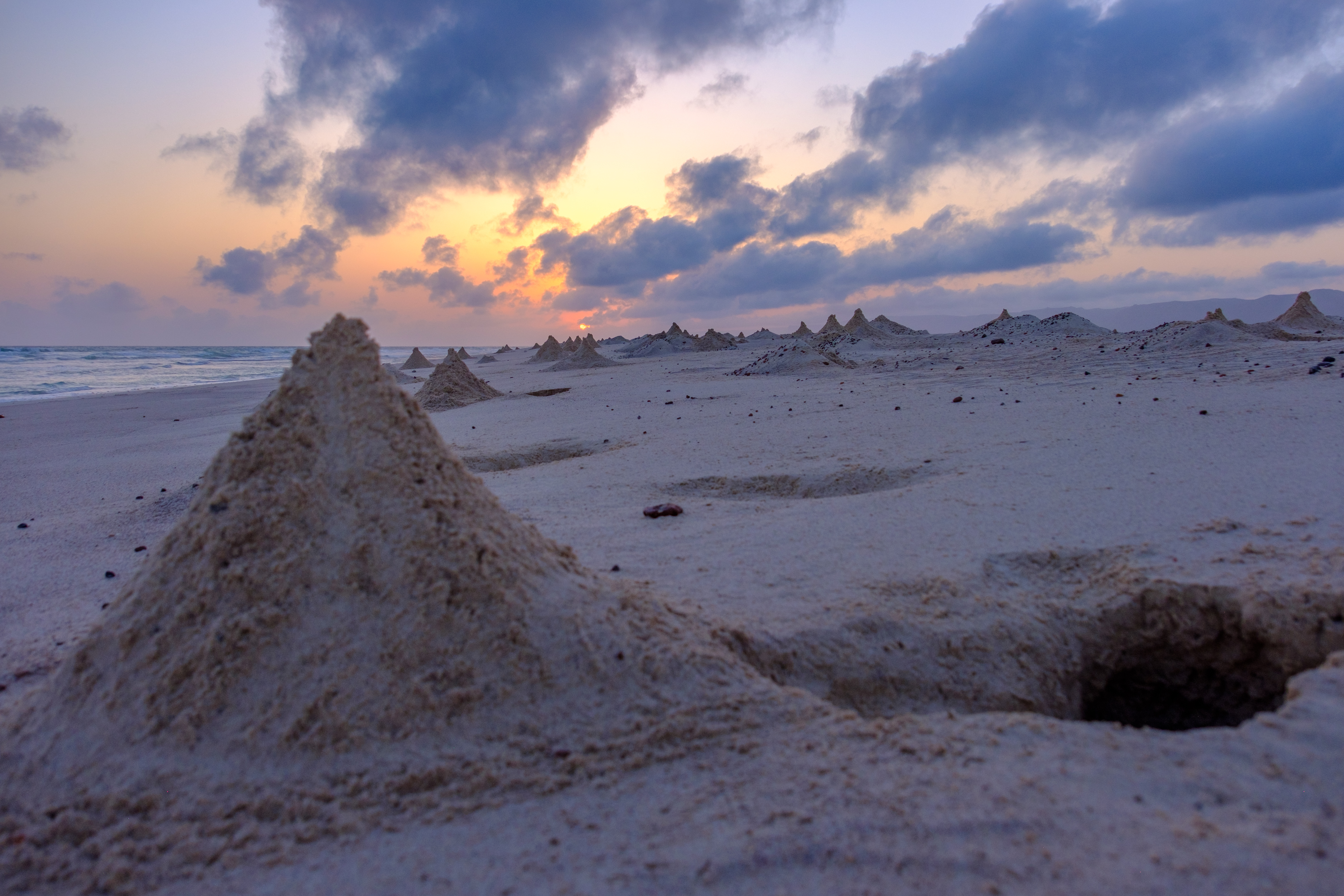
Zandtorens van mannelijke spookkrabben (Ocypode saratan) aan het Omaq-strand nabij de zandduinen van Zahek in het zuidoosten van Socotra

## Geschiedenis
De naam Socotra is waarschijnlijk afgeleid van het Sanskriet dvipa sukhadhara, wat "gelukzalig eiland" betekent. De archipel werd door de Periplus van de Erythreïsche Zee omstreeks de eerste eeuw genoemd als Dioskourides en zou toen geregeerd zijn geweest door de heerser van Hadramawt. Het aanvankelijk onbewoonde Socotra kwam tot leven door de Indo-Romeinse handel over open zee (voor kustvaarders was het niet bereikbaar). Een diverse gemeenschap van kooplieden vestigde zich aan de noordkant van het eiland, in plaatsen als Kosh. Het barre eiland leverde nauwelijks voedsel op, maar produceerde schildpadmateriaal en wierook die konden worden verhandeld. In sommige perioden was Socotra een piratennest.
De inwoners lijken vooral Indiërs uit het gebied rond de Indusdelta te zijn geweest. In de Hoq-grot zijn in 2000 zo'n 250 inscripties en tekeningen ontdekt, meestal in het Sanskriet, maar ook in Iraanse, Ethiopische, Zuid-Arabische en zelfs Griekse talen. Ze bestrijken de periode van de eerste eeuw v.Chr. tot de zesde eeuw n.Chr., met de bloeitijd in de jaren 100-400. Vermoedelijk fungeerde de grot als een boeddhistische cultusplaats. 
Volgens overleveringen werden de eilandbewoners in het jaar 52 tot het christendom bekeerd, maar in realiteit gebeurde de kerstening – door bekering of migratie – rond de vierde eeuw. In het gebied vond toen een confrontatie plaats tussen joden uit Zuid-Arabië en christenen uit Aksum. De Byzantijn Kosmas Indikopleustes sprak in de zesde eeuw met Griekse Socotranen die beweerden dat hun priesters door Perzische bisschoppen werden gewijd. De Arabische geograaf Al-Masudi stelde vast dat in zijn tijd de meeste bewoners christen waren. Marco Polo (1254-ca.1324) meldde in zijn reisverslagen dat de inwoners van Socotra christenen waren, met een aartsbisschop in Bagdad, die "niets te maken heeft met de paus in Rome". Ze behoorden dus tot de Assyrische Kerk van het Oosten oftewel Oost-Syrische Kerk.
In 1507 werd Socotra veroverd door de Portugezen, nadat de ontdekkingsreiziger Tristão da Cunha er voet aan wal had gezet. Ze kwamen tot de vaststelling dat het barre eiland te ver van de kust lag om het verhoopte strategische voordeel te bieden in de strijd om de Indische Oceaan. In 1511 gaf Portugal het eiland op, dat toeviel aan het Mahra-sultanaat. In de 17e eeuw vond er een grootscheepse islamisering van de bevolking plaats.
Een expeditie van de Britse Oost-Indische Compagnie onder leiding van officier James Raymond Wellsted bezette het eiland in 1834. Een halve eeuw later, in 1886 werd Socotra een Brits protectoraat. De geostrategische ligging van het eiland maakte het tot een belangrijke tussenstop en doorvoerhaven voor Groot-Brittannië.
In 1967 raakte het Verenigd Koninkrijk de zeggenschap over Socotra geheel kwijt door de onafhankelijkheid van Zuid-Jemen (thans Jemen), waar het eiland onderdeel van werd.
In 2008 werd een groot deel van het eiland en omringende archipel aangewezen als Unesco-werelderfgoed.

### Emiratisch-Saoedische invloedssfeer
Hoewel het eiland vanaf 2015 grotendeels buiten de Jemenitische Burgeroorlog wist te blijven, kreeg het wel te maken met de Militaire interventie in Jemen door Saoedi-Arabië en de Verenigde Arabische Emiraten. Beide landden streefden hun eigen geopolitieke agenda na en kwamen daardoor regelmatig met elkaar in conflict. De Emiraten steunden heimelijk de Zuidelijke Beweging, die streeft naar de herinstelling van Zuid-Jemen als onafhankelijk land. In 2017 ontstond uit deze beweging met steun van de Emiraten de Zuidelijke Overgangsraad, die een jaar later tijdens de Slag om Aden de macht wist te grijpen op een deel van het vasteland. 
Het eiland werd in 2015 in korte tijd getroffen door twee tropische cyclonen; Chapala en Megh, die zware schade aanrichtten op het eiland. In 2018 werd het eiland opnieuw getroffen door een cycloon. De Emiraten zagen de strategische waarde van de archipel (en het eiland Perim) op de kruising van de Golf van Aden met de Bab el Mandeb en de landen in de Hoorn van Afrika. De Emiraten en Saoedi's begonnen daarop met eigen hulpprogramma's, waarbij ook ontwikkelingsprojecten van meerdere jaren werden opgezet. Doel hiervan was het binnenhalen van de steun van de bevolking (soft power).
De Emiraten hadden hiernaast echter ook geopolitieke ambities. De Emirati waren eerder door de Saoedi's min of meer geblokkeerd in hun pogingen om steunpunten op het vasteland op te zetten. In 2018 voerden de Emiraten een militaire landing uit op Socotra, waarbij ze zowel de luchthaven als de haven bezetten. In reactie hierop stuurde Saoedi-Arabië ook troepen naar het eiland, waarna beide grootmachten overeenkwamen om de macht weer over te dragen aan de Jemenitische regering. In feite gaven de Emiraten de Zuidelijke Overgangsraad echter de vrije ruimte om op het eiland te opereren. In 2019 beschuldigde Saoedi-Arabië de Emiraten er echter van in het geheim 100 soldaten van de Zuidelijke Overgangsraad naar het eiland te hebben overgebracht, hetgeen leidde tot spanningen tussen beide coalitiepartners. In februari 2020 liep een regiment van het Jemenitische leger over naar de Zuidelijke Overgangsraad. In juni 2020 pleegde de Zuidelijke Overgangsraad een staatsgreep en nam de macht over op het eiland. De Emirati probeerden ondertussen met wisselend succes hun militaire aanwezigheid op het eiland uit te bouwen met onder andere een militaire basis op het Momaplateau in het oosten van het eiland en op het eiland Abd al-Kuri. Een deel van de lokale bevolking is weinig gecharmeerd van de buitenlandse militairen en heeft in het verleden protesten georganiseerd.
De Emirati zagen het toeristische potentieel van het eiland en openden daarom ook een directe vlucht vanuit de Emiraten, waarmee ze zonder toestemming van de Jemenitische autoriteiten jaarlijks duizenden toeristen naar het eiland laten vliegen. De Emiratische activiteiten hebben geleid tot steeds meer druk op de relatie tussen de Emirati en de Saoedi's, die zelf liever de macht overnemen op het eiland, maar hun goede band met de Emiraten nodig hebben in de strijd tegen de Houthi's.

## Bevolking
Het eiland heeft een bevolking van ca. 50.000 inwoners, waarvan zo'n 8.500 in de hoofdstad Hadiboh.
De bewoners van Socotra fokken voornamelijk koeien en geiten en doen aan visserij en dadelpalmcultuur. De taal, het Soqotri, wordt enkel op Socotra gesproken. De meeste inwoners hebben geen elektriciteit of stromend water. Van west naar oost loopt één goede asfaltweg (met viaducten over de talrijke wadi's) van het ca. 3.500 inwoners tellende vissersdorp Qalansyah via de luchthaven en dan om Hadiboh heen naar een kleine haven ten oosten van de hoofdstad. Verder zijn er nagenoeg geen verharde wegen. Op het einde van de jaren negentig hebben de Verenigde Naties een programma opgesteld om het eiland nader te bestuderen.
Een mogelijke bron van inkomsten in de toekomst is het ecotoerisme. Het eiland Socotra heeft diverse fraaie zandstranden.